# Avillers (Vosgi)
Avillers è un comune francese di 87 abitanti situato nel dipartimento dei Vosgi nella regione del Grand Est.

## Storia

### Simboli
Lo stemma comunale riprende il blasone dei 
d’Avillers, famiglia di antica nobiltà.

## Società

### Evoluzione demografica
Abitanti censiti